# 아오 나가족
아오(Ao Naga) 나가족은 인도 북동부에 있는 나갈랜드주 모콕충(Mokokchung)일대에 거주하는 나가족이다. 기독교를 최초로 받아들인 나가족이다.